# B. C. Forbes
Bertie Charles Forbes, meglio conosciuto come B. C. Forbes (New Deer, 14 maggio 1880 – New York, 6 maggio 1954), è stato un giornalista e scrittore scozzese fondatore della rivista Forbes.

## Biografia
Nato a New Deer, Abeershire, in Scozia. Dopo aver studiato all'Università di Dundee nel 1897 lavora come cronista e al giornale locale di Dundee fino al 1901 quando si sposta a Johannesburg, Sudafrica dove fonda il Rand Daily Mail. Nel 1904 emigra a New York dove fece il giornalista finanziario al Journal of Commerce prima di diventare nel 1911 un membro della Hearst Corporation e scrivere sui quotidiani di quel gruppo editoriale. Lasciò la Hearst per diventare editore della rubrica affari e finanza del New York American dove rimase fino al 1916.
Nel 1917 ha fondato la rivista Forbes della quale è rimasto direttore fino alla morte. Fu assistito nella direzione della rivista negli ultimi anni della sua vita dai suoi due figli maggiori Bruce Charles Forbes (1916-1964) e Malcolm Stevenson Forbes (1919-1990).
È stato il fondatore della Investors League nel 1942. È morto il 6 maggio 1954.

## Opere
B.C.Forbes fu autore di molti saggi:
- Finance, Business and the Business of Life (1915);
- Men Who Are Making America (1917);
- Forbes Epigrams (1922);
- Men Who are Making the West (1923);
- Automotive Giants of America (1925);
- How to Get the Most Out of Business (1927);
- 101 Unusual Experiences (1952).